# Sarcophaga pigmea
Sarcophaga pigmea är en tvåvingeart som först beskrevs av Camillo Rondani 1851.  Sarcophaga pigmea ingår i släktet Sarcophaga och familjen köttflugor.
Artens utbredningsområde är Ecuador. Inga underarter finns listade i Catalogue of Life.